# Euteratocephalus crassidens
Euteratocephalus crassidens är en rundmaskart som först beskrevs av De Man 1880.  Euteratocephalus crassidens ingår i släktet Euteratocephalus och familjen Teratocephalidae. Inga underarter finns listade i Catalogue of Life.